# 524
Раннє Середньовіччя. У Східній Римській імперії триває правління Юстина I. Наймогутнішими державами в Європі є Остготське королівство на Апеннінському півострові, де править Теодоріх Великий, та Франкське королівство, розділене на частини між синами Хлодвіга. У Західній Галлії встановилося Бургундське королівство.
Іберію та частину Галлії займає Вестготське королівство, Північну Африку — Африканське королівство вандалів та аланів, у Тисо-Дунайській низовині лежить Королівство гепідів. В Англії розпочався період гептархії.
У Китаї період Північних та Південних династій. На півдні править династія Лян, на півночі — Північна Вей. В Індії правління імперії Гуптів. У Японії триває період Ямато. У Персії править династія Сассанідів.
На території лісостепової України в VI столітті виділяють пеньківську й празьку археологічні культури. VI століття стало початком швидкого розселення слов'ян. У Північному Причорномор'ї співіснують різні кочові племена, зокрема гуни, сармати, булгари, алани.

## Події
- Франками страчено короля бургундів Сигізмунда. Його брат Годомар при підтримці остготів пішов у похід на територію франків.
- 25 червня бургунди й остготи завдали поразки військам Хлодомира, Хільдеберта та Хлотара поблизу Ізера. Хлодомир загинув.
- Хлотар I змусив удову Хлодомира одружитися з ним. Він убив двох синів брата, вижив тільки Хлодоальд, якому вдалося втекти в Прованс, що тоді був під контролем остготів.
- Страчено філософа Боеція. (дата приблизна)

## Померли
- Боецій, філософ.
- Хлодомир, король франків.